# Super Mario Maker 2
A Super Mario Maker 2 egy 2019-ben kiadott platformjáték amit a Nintendo fejlesztett és adott ki Nintendo Switch konzolra, ami a 2015-ös Super Mario Maker folytatása.

## Megjelenés
A játékot 2019. június 28-án adta ki a Nintendo, amit az elődhöz hasonlóan pozitív véleményt kapott, és a kritikusok dicsérték a kezelőfelületet, az eszközöket, és a zenét. Az online multiplayer móddal volt egy pár kritika 2020 márciusáig. Több mint 5 millió darabot adtak el, így a tizenharmadik legeladottabb Nintendo Switch játék lett.

## Játékmenet
Az elődhöz hasonlóan a Super Mario Maker 2 egy platformjáték, amelyben a játékosok saját pályáikat készítik a Super Mario sorozat eszközeinek felhasználásával, és közzétehetik az interneten, hogy mások is játszhassanak velük. A játékosok válogathatnak a korábbi Super Mario játékok közül, hogy pályájuk vizuális stílusát és játékmenetét megalapozzák, beleértve a Super Mario Bros., a Super Mario Bros. 3, a Super Mario World, a New Super Mario Bros. U és az újonnan bemutatott Super Mario 3D World téma közül. A játékmechanika és az ellenség viselkedése a stílusok között változhat, egyes elemek csak bizonyos stílusokra korlátozódnak. A folytatás különféle ellenfeleket és eszközöket tartalmaz, beleértve az eszközöket és a pálya témáját a Super Mario 3D World alapján. Ez a téma különösen különbözik a négy másiktól, sok funkcióval és egyedülálló játékmenettel rendelkezik.  Ez a folytatás az új függőleges pálya funkciót is magával hozza, amely lehetővé teszi az alkotók számára a függőleges magassághatár emelését. Ezenkívül bemutatja a helyi és online multiplayer módokat, beleértve a kooperatív pályák létrehozását, ahol akár 2 játékos is létrehozhat helyben együtt pályákat egyszerre; valamint lehetővé teszi akár 4 online játékos számára, hogy kooperatívan vagy versenyszerűen teljesítsék a felhasználók által készített pályákat. A Super Mario Maker 2 új, egyjátékos kampányt is tartalmaz, Story Mode néven. A történet követi Mario-t, Toadette-et és számos más Toad-ot, akik segítenek Peach hercegnő kastélyának újjáépítésében. A játékosoknak több mint 100 Nintendo által létrehozott pályán kell bejárniuk ahhoz, hogy elegendő érmét gyűjtsenek a kastély újjáépítéséhez. A nem játszható karakterek a játék során további feladatokat kínálnak a játékosoknak. Nintendo Switch Online előfizetés szükséges a játék bármely funkciójának eléréséhez, beleértve a játékosok által létrehozott szintek elérését is.